# Federico Brito Figueroa
 (avril 2025).
Federico Brito Figueroa est un historien marxiste et anthropologue vénézuélien, né à La Victoria le 2 novembre 1921 et mort à Caracas le 28 avril 2000.

## Biographie
Brito Figueroa est un membre du Parti démocratique national du Venezuela (Partido Democrático Nacional), puis, après l'apparition de sérieuses divisions au sein de la gauche vénézuélienne, il rejoint le Parti communiste du Venezuela.
En 1946, Brito intègre l'Instituto Pedagógico National (Institut National de Professorat) afin d'obtenir le titre de professeur de sciences sociales. Puis Brito voyage au Mexique. Il y étudie à la Escuela Nacional de Antropología e Historia (École nationale d'anthropologie et d'histoire). 
Brito retourne au Venezuela en 1959, après le renversement du régime de Marcos Pérez Jiménez. Il meurt à Caracas le 28 avril 2000.

## Travaux
Les points-clés de ses travaux incluent l'étude de l'esclavage, du général vénézuélien Ezequiel Zamora, ainsi qu'une analyse critique des caractéristiques sociales et économiques du colonialisme et du néocolonialisme. Les travaux de Brito, ainsi que ses théories, ont grandement influencé l'idéologie de l'ancien président du Venezuela Hugo Chávez. 